# Pegylis pondoensis
Pegylis pondoensis är en skalbaggsart som beskrevs av Gilbert John Arrow 1943. Pegylis pondoensis ingår i släktet Pegylis och familjen Melolonthidae. Inga underarter finns listade i Catalogue of Life.